# Изетто, Иво
Иво Изетто (итал. Ivo Isetto; 14 июня 1921, Ливорно, Тоскана — 15 ноября 1976) — итальянский футболист, полузащитник; тренер.

## Биография
Иво Изетто родился 14 июня 1921 года в итальянском городе Ливорно.
Играл в футбол на позиции полузащитника. В сезоне-1939/40 выступал в Серии C за «Аквилу-1902», провёл 27 матчей, забил 1 гол.
В сезоне-1940/41 играл в Серии А за «Унион Спортиве Бари», провёл 23 матча, забил 1 мяч.
Следующие два года провёл в Серии B в «Специи», сыграв соответственно 18 и 3 матча.
В 1945 году после перерыва возобновил карьеру в «Бари». Выступал в его составе в течение шести сезонов: пять в Серии А (108 матчей, 1 гол) и один в Серии Б (28 матчей, 1 гол).
В 1953—1955 годах защищал цвета «Перуджи».
В 1955—1956 годах тренировал «Губбио».
Умер 15 ноября 1976 года.